# اتحاد المرأة الأردنية
اتحاد المرأة الأردنية بالإنجليزية: Jordanian womens union
، مؤسسة اجتماعية أردنية نسائية تأسسست بمبادرة من قبل الرائدات الأردنيات عام 1945،
وكانت أبرزهن إميلي بشارات، وقد انحسر نشاط الاتحاد بالعمل الاجتماعي والثقافي في البداية، ثم تم إنشاء مراكز لرعاية الأمومة والطفولة ومكافحة الأمية بين النساء والتثقيف الصحي والاجتماعي.

## الأهداف
يهدف الاتحاد منذ تأسيسه إلى مجموعة من الأهداف منها:
- تنظيم وتوحيد جهود وطاقات المرأة الأردنية للدفاع عن مكتسباتها وحقوقها، والتصدي لأي شكل من أشكال التمييز ضدها
- تأكيد وتعزيز مكانة المرأة الأردنية ودورها في المجتمع وتمكينها من ممارسة حقوقها بصفتها مواطنة وعاملة وربة بيت انطلاقاً من مبادئ المساواة والعدل، والارتقاء بوعي المرأة في مختلف المجالات. ودمجها في تنمية المجتمع المحلي والسعي إلى تحسين مكانتها.
- السعي لتذليل العقبات التشريعية والاقتصادية والاجتماعية والثقافية وغيرها مما يحول دون الإعمال الكامل لحقوق المرأة، وتفعيل دورها وتمكينها من أداء واجبها، وحصولها على الرعاية والحماية الصحية عموماً وفي مجال الصحة الإنجابية والجنسية ورعاية الأمومة والطفولة خصوصاً، ونشر الثقافة الصحية وأنشطة تنظيم الأسرة.
- مد المرأة بالمهارات والمعارف والخبرات والإمكانيات والخدمات المختلفة التي تمكنها من الإسهام في تحسين وحماية البيئة الطبيعية والسكانية وتحسين مستوى معيشة أسرتها وتأمين رفاهية واستقرار أفرادها وخاصة الأطفال وتمكينها من الدفاع عن مصالح وحقوق الأسرة.

• دعم ومساندة المرأة الفلسطينية للدفاع عن حقوقها الوطنية المشروعة، ودعم المرأة العربية والتعاون معها لتحقيق الأهداف المشتركة، والتضامن مع نساء العالم في قضاياهن العادلة.

## رئاسة اتحاد المرأة الأردنية
- رئيسة اتحاد المرأة الأردنية: السيدة كوثر الخلفات 2024 ، وسبقتها السيدة آمنة الزعبي.[2]
- المديرة التنفيذية: السيدة مُكرَّم عودة
- المديرة العامة: السيدة ناديا شمروخ

## الفروع
- فرع عمّان تأسس 1974، مع تأسيس الاتحاد وكان في ذات الوقت المركز الرئيسي للاتحاد وممثلاً له حتى عام 1994 حيث تعدل النظام الأساسي لاتحاد المرأة الأردنية وأصبح فرع عمان أحد الفروع [3]
- فرع الزرقاء تأسس1978
- فرع إربد تأسس 1978
- فرع الخالية تأسس 1994
- فرع الرمثا تأسس 1991
- فرع عجلون تأسس 1996
- فرع السلط تأسس 1995
- فرع البقعة تأسس 1994
- فرع الفحيص تأسس 1996
- فرع مأدبا تأسس 1978
- فرع الكرك تأسس 2008 (وقد كان تم تأسيسه في السبعينيات)

## روابط خارجية
- الموقع الرسمي